# 佐原イ
佐原イ（さわらイ）は、千葉県香取市の地名。香取市の中心地にあり、香取合同庁舎などが所在する。

## 概要
市内の中心駅である佐原駅が所在し、佐原の町並みで知られる。また伊能忠敬ゆかりの町であり、伊能忠敬旧宅と伊能忠敬記念館がある。
人口は減少傾向にあるが、香取市の町の中では最も多い。

## 施設
- 香取合同庁舎
- 伊能忠敬銅像
- 伊能忠敬旧宅、伊能忠敬記念館
- 水郷佐原山車会館
- 千葉県立佐原病院
- 佐原ミナミボウル（ボウリング場）

### 高等学校
- 千葉県立佐原高等学校
- 千葉県立佐原白楊高等学校
- 千葉萌陽高等学校

## 学区
市立小・中学校に通う場合の学区は以下のとおり。
- 市立小学校
  - 香取市立佐原小学校
  - 香取市立香取小学校 - 佐原イの一部

- 市立中学校
  - 香取市立佐原中学校
  - 香取市立香取中学校 - 佐原イの一部

## 交通
- 鉄道
  - JR成田線 佐原駅

- バス
  - 佐原駅#バス路線を参照。
  - 香取市のコミュニティバス「香取市内循環バス」が乗り入れる。
  - 隣接する茨城県稲敷市の廃止代替バス「桜東バス」が乗り入れる。

- 道路
  - 道の駅・川の駅水の郷さわら